# جبل كينو
جبل كينو (بالإنجليزية: Mount Kineo)‏ هو جبل يمتد من الشاطئ الشرقي لبحيرة موسهيد إلى الشمال من غابة في مين. يبلغ ارتفاعه 210 متر تدار من قبل وزارة الزراعة والحفظ والغابات في ولاية مين. 

## روابط خارجية
- حديقة جبل كينو
- Moosehead Lake Shoreline Guide & Map